# Claus-Hubert von Tiele-Winckler
Claus-Hubert Wilhelm Adam von Tiele-Winckler (ur. 27 stycznia 1892 w Prudniku, zm. 14 listopada 1938 w Mosznej) – niemiecki szlachcic, hrabia von Tiele-Winckler.

## Życiorys
Syn Franza Huberta von Tiele-Winckler i Jelki Marki Clementine Geogine von Lepel. Odziedziczył majątek rodzinny wraz z pałacem w Mosznej po śmierci ojca w 1922.
W 1925 sprzedał rodowy pałac w Miechowicach. Przekazał diecezji katowickiej obszar pod budowę katedry i pałacu biskupiego.
Trzykrotnie żonaty, nie miał potomstwa. Zmarł 14 listopada 1938 na chorobę weneryczną. Majątki odziedziczył Guenther von Tiele-Winckler z linii meklemburskiej.